# کاترینا دوروگوبوزوا
کاترینا دوروگوبوزوا (انگلیسی: Kateryna Dorogobuzova؛ زادهٔ ۲۸ ژوئن ۱۹۹۰) بازیکن بسکتبال اهل اوکراین است.